# Brutti cigni
Gadkiye lebedi (Гадкие лебеди, letteralmente I brutti cigni, con probabile richiamo alla celebre novella Il brutto anatroccolo - Gadkij utënok), è un romanzo di fantascienza dei fratelli Strugackij del 1967 il cui titolo alternativo è Vremja doždja (Время дождя, lett. Il tempo della pioggia).
Fu pubblicato per la prima volta in URSS nel 1987 sulla rivista Daugava. Inizialmente, il romanzo avrebbe dovuto apparire su Molodaja gvardja nel 1968 ma non aveva passato la censura. Ha iniziato a circolare nel 1972 in Germania (a cura dell'editore Posev) all'insaputa degli autori: «all'inizio degli anni '80, viveva di un proprio destino, molto tipico: il destino del manoscritto Samizdat [auto-edizione tipica dei dissidenti, n.d.r.], distribuito illegalmente in migliaia di copie, senza che gli autori ne fossero a conoscenza, pubblicato all'estero e ben noto alle "autorità competenti" che, tuttavia, non erano troppo zelanti nel dargli la caccia (il romanzo era stato da loro classificato come "decadente" e non "antisovietico")». Il romanzo confluirà poi in Chromaja sud'ba (Destino zoppo), romanzo del 1984, come manoscritto inedito contenuto nella "Cartella Blu" di Aleksandr Sorokin. Cioè come "storia-nella-storia" alla maniera della storia di Ponzio Pilato ne Il maestro e Margherita di M. Bulgakov, cui è ispirato.

## Trama
(Arkadij e Boris Strugackij, Brutti cigni)
L'azione si svolge in un indefinito stato autoritario e potrebbe trattarsi della Polonia (la bandiera è bianco-rossa), della Cecoslovacchia (la valuta è la corona) o della Bulgaria (il nome del protagonista è bulgaro).
Viktor Banev, famoso scrittore e veterano di guerra, un uomo di mezza età col vizio del bere. Torna nella città della sua infanzia, chiamato dalla ex moglie Lola che ha difficoltà a gestire la scontrosa figlia adolescente Irma. In questo luogo stanno accadendo dei fatti piuttosto strani e inquietanti: piove incessantemente da anni, gli animali domestici sono spariti, i bambini e i ragazzini hanno un'intelligenza fuori del comune e sono in contrapposizione con gli adulti. La gente sostiene che tutto ciò abbia a che fare con i malati del lebbrosario, un campo di quarantena situato nei pressi della città e costruito circa un ventennio prima. Soggetti ambigui e dall'aspetto ripugnante che si riconoscono per la comparsa di cerchi gialli intorno agli occhi e che si coprono e si incappucciano per nascondere il loro aspetto. Sono freddi, privi di sentimenti, ambigui, iper-razionali, e stanno apparentemente istruendo i bambini a diventare come loro. Vengono detti "quattr'occhi" e in modo spregiativo anche "Fradici" (in russo sono chiamati "Mokretsy", termine che può richiamare anche altri significati, oltre al fatto di essere "bagnati-viscidi": dai moscerini-parassiti, alle piaghe cutanee che si riscontrano nel bestiame. Si ritiene che la loro sia una malattia genetica, non contagiosa. Mentre gli adulti sono diffidenti e ostili a questi "malati" (e li trattano come dei "paria", incolpandoli di tutti i mali) i giovani ne sono affascinati. Mentre l'accesso al lebbrosario è impedito (occorre una speciale autorizzazione) alcuni "Fradici" si spostano liberamente all'esterno. Sembra che all'interno del lebbrosario vi sia una qualche specie di organizzazione. 
Banev ha un atteggiamento incerto verso gli abitanti del lebbrosario ma finisce con l'aiutarli, volontariamente e involontariamente, anche perché giudica negativamente l'ostilità della città nei loro confronti. Ad esempio, la polizia blocca i carichi di libri diretti alla colonia (si ritiene che i libri siano per loro un cibo e che senza leggere possano morire) e il Sindaco, personaggio senza scrupoli, fa addirittura disporre trappole (tagliole) per tenerli alla larga.
Dopo alcuni eventi drammatici, tutti i ragazzini lasciano la città e si spostano nel lebbrosario annunciando ai genitori che se ne vanno per sempre. Gli adulti si fanno prendere dalla disperazione, una folla spaventata e infuriata si ammassa davanti ai cancelli del campo di quarantena e viene calmata solo da una voce che sembra metafisica (la voce di un "Fradicio"). Ad un certo punto i "quattr'occhi" si trasferiscono in massa in città e gli abitanti, così come Banev e gli altri ospiti dell'hotel, vengono fatti evacuare precipitosamente. Sembra che i "malati" stiano per prendere il potere ed instaurare un nuovo ordine ma, all'improvviso, le nubi si aprono a quadrato, i malati spariscono e smette di piovere. Banev ritorna in città con il sole che fa capolino per la prima volta dopo anni e vede tutto cambiato. Incontra infine la figlia Irma insieme all'ex compagno di scuola, Bol-Kunàts. Entrambi sono adulti, veri e propri homines novi con poteri superiori. La teoria più accreditata è che i "Mokretsy" siano uomini del futuro, una specie ormai diversa, con facoltà speciali (alcuni sostengono di averli visti volare), tornati indietro nel tempo per mettere le nuove generazioni su un binario diverso e cambiare il futuro. Banev sceglie il presente e non il futuro, perché si accorge che il futuro è inumano. Uno dei primi segnali di rifiuto dell'utopia da parte degli autori.

## Personaggi
- Viktor Banev: famoso scrittore di mezza età, distintosi anche sotto le armi in guerra e ora un po' in declino a causa del vizio del bere e del suo atteggiamento caustico verso la politica
- Lola: ex moglie di Banev
- Irma: figlia dodicenne di Banev e di Lola
- Diana: infermiera nel sanatorio, amante di Banev
- Pavor Summan: ufficialmente un ispettore sanitario
- Teddy: barman dell'hotel in cui alloggia Banev
- Jul Golem: medico del lebbrosario, ebreo
- Bol-Kunàts: quattordicenne figlio del portiere dell'hotel, amico di Irma
- Rem Quadriga: dottore honoris causa, pittore, alcolizzato
- Flamen Juventa: nipote del capo della polizia, membro della "Legione della Libertà"
- Zurmansor: uno dei "fradici" ("mokrets")
- Rosshepert Nantes: membro del parlamento
- Sig. Sindaco
- Soldato: guardia al cancello per il lebbrosario

## Critica
(Stephen W. Potts, The second marxian invasion. The fiction of the Strugatsky brothers, Wildside Press, 1991)
(Stefano Bartoni, Fantascienza e anni Sessanta in Unione sovietica, eSamizdat 2005 (III) 2-3)
(Yulia A. Kulikova, The contribution of the brothers Strugatsky to the genre of russian science fiction, 2011)
(Dmitrij Bykov, o Strugatskich, Surkove i dviženii "Naši, Russkij Žurnal, 16.07.2012: http://www.russ.ru/pole/2005-Dmitrij-Bykov-o-Strugackih-Surkove-i-dvizhenii-Nashi)
Dmitrij Bykov, nell'articolo sopra citato, evidenzia analogie tra i "Fradici" e gli ebrei,  e anche gli intellettuali dissidenti e/o liberali, ostili all'assolutismo zarista (prima) e al totalitarismo comunista (poi). Tradizionalmente, in URSS, queste persone venivano definite "Marce" (gnilye), secondo l'espressione "Intellighenzia marcia" (Gnilaja intelligentsja) che si ritiene risalga alle parole di Lenin: Intelligentisja - govno natsii (cioè l'intellighenzia è la merda della nazione).   

## Edizioni all'estero
Molte le traduzioni. In occidente, vanno ricordate:
- l'edizione francese (Les mutants du brouillard) del 1975 (ed. Albin Michel, nella collana di SF diretta da Georges H. Gallet e Jacques Bergier)
- l'edizione americana (The ugly swans) del 1979 (Macmillan) cui è seguita nel luglio del 2020 una nuova traduzione (per l'editore Chicago Review Press) insieme al romanzo Destino zoppo (Lame fate).
- le varie edizioni tedesche (Die häßlichen Schwäne) del 1982 e del 1986 (editori Heyne e Suhrkamp)
- Nel 2006 Brutti cigni è diventato un film, per la regia di Konstantin Lopušanskij.

Il 10 marzo 2023 Carbonio Editore ha pubblicato il romanzo Destino zoppo dei fratelli Strugackij per la traduzione di Daniela Liberti, di cui Brutti cigni costituisce il romanzo-nel romanzo. 